# Rhoda Sutherland
Rhoda Sutherland (* 1907 in Atherstone; † 6. Januar 1989) war eine britische Romanistin.

## Leben
Rhoda Clarke schloss 1925 die Nuneaton High School for Girls ab. 1929 wurde sie Lecturer, dann Tutor und 1935 Fellow der Lady Margaret Hall in Oxford. 1938 heiratete sie den Oxforder Bibliothekar Donald Sutherland. 1971 ging sie in den Ruhestand.

## Werke
- (Hrsg. zusammen mit Will Moore und Enid Starkie) The French Mind. Studies in honour of Gustave Rudler, Oxford 1952
- The language of the troubadours, in: French Studies 10, 1956, S. 199–215
- The love meditation in courtly literature, in: Studies in medieval French. Presented to Alfred Ewert in honour of his seventieth birthday, Oxford 1961, S. 165–193